# Parallelia lua
Parallelia lua là một loài bướm đêm trong họ Erebidae.